# Jengi Kand (Mijandoab)
Jengi Kand – wieś w Iranie, w ostanie Azerbejdżan Zachodni, w szahrestanie Mijandoab. W 2006 roku liczyła 248 mieszkańców.